# Fabrizio Bartolucci
Fabrizio Bartolucci (Fano, 6 giugno 1958) è un drammaturgo, attore, regista scenografo italiano.
Ha realizzato numerosi spettacoli teatrali, opere di videoteatro, performances, installazioni artistiche e laboratori didattici, collaborando e lavorando con diverse personalità del teatro italiano, fra gli altri, Giorgio Albertazzi, Marisa Fabbri, Ferruccio Soleri, Carlo Quartucci. È stato regista assistente del Nobel Dario Fo.
Da sempre interessato al rapporto tra teatro e musica ha spesso ha realizzato numerosi progetti con musicisti quali: Ares Tavolazzi, Karl Potter, Kociani Orchestar, e Orchestra Sinfonica Rossini, Orchestra della Magna Grecia.

## Biografia
Si forma artisticamente attraverso seminari e periodi di formazione con Judith Malina-Living Theater, Teatro di Pontedera, Augusto Boal, Jerzy Sthur, Marisa Fabbri (Accademia Silvio D’Amico), Ferruccio Soleri (Piccolo teatro di Milano) e seguendo il lavoro di registi quali Gabriele Salvatores (‘Pulcinella' e ‘1789 Scene dalla rivoluzione francese'- Teatro dell’Elfo), Egisto Marcucci ( ‘Il mandato'- Gruppo della Rocca) e Roberto de Simone (‘Il signor Bruschino’ -Rossini Opera Festival )
Nel 1981 forma assieme ad altri operatori teatrali la Compagnia Transteatro che attraverso la propria ricerca si inserisce tra le formazioni che danno vita alla nuova scena italiana degli anni ’80. Negli anni 2000 assieme ad alcuni vecchi membri di Transteatro fonda l’associazione culturale TeatroLinguaggi con la quale crea programmi di propedeutica teatrale e dà il via ad un progetto All’Opera: produzioni teatrali multimediali per ragazzi dedicate al grande teatro d’opera presentate in Italia e all’estero.
Molteplici le sue collaborazioni con artisti di fama nazionale ed internazionale, tra le tante Marienbad dalla sceneggiatura di A. Robbe Grillet di cui è sceneggiatore ed interprete assieme con Giorgio Albertazzi che debutta al Teatro la Piramide di Roma; con la collaborazione drammaturgica di Gualtiero de Santi realizza Il padre selvaggio dalla sceneggiatura del film mai realizzato di Pier Paolo Pasolini, opera poi ripresa nel 2004 in una nuova versione con il contrabbassista Ares Tavolazzi in occasione del progetto Orestea, in collaborazione con La Biennale Teatro. Tra il 1993 e il 1995 consolida il suo rapporto teatrale con Marisa Fabbri, dirigono e progettano assieme La rivolta degli oggetti di Vladimir Majakovskij per il Teatro Ateneo di Roma e, in occasione del Festival pasoliniano TeatroOrizzonti sulle sei tragedie borghesi, realizzano diversi studi scenici su Pilade e Bestia di Stile. Nel 1996 assieme al regista e attore Carlo Quartucci e l'artista Jannis Kounellis realizza La cantatrice calva di Eugenie Ionesco. Nel 1999 è protagonista con Alessandra Faiella de Lo smurz - I costruttori di imperi di Boris Vian realizzato con la collaborazione artistica di Davide Riondino. Nel 2012 dirige e recita in Salomè con la collaborazione artistica di Anita Bartolucci.
Nel 2003 diventa regista assistente di Dario Fo e Franca Rame nello spettacolo-evento ideato dal premio Nobel per il Carnevale di Fano che vede la città come palcoscenico e in scena oltre 150, danzatori, attori, acrobati e musicisti, l’anno seguente su indicazione di Dario Fo dirige la messa in scena delle Giullarate scritte dallo stesso Fo.
Tra il 1984 e il 1985 conduce un'esperienza di laboratorio all'interno dell'ospedale psichiatrico di Monbaroccio con il Centro di sperimentazione teatrale dell’Università di Urbino documentata nel film Cielo aperto di Donatella Marchi. Gli stessi anni crea uno studio con giovani attori dedicato a Pier Paolo Pasolini per il Centro Culturale Europeo di Zurigo.
Nel 1999 riceve il premio ad Honorem Drammaturgia in/finita a cura del CUST dell'Università di Urbino per il lavoro dedicato alla drammaturgia contemporanea. Nel 2004 il suo spettacolo Dracula, racconto del buio viene selezionato per il Premio Stregatto promosso dall'Ente Teatrale Italiano. Nel 2007 il suo spettacolo multimediale di teatro per ragazzi Figaro, Figaro riceve il Premio Ribalta 2007 come migliore allestimento e miglior attori.
Nel 2000 crea assieme a TeatroLinguaggi il Festival Fuoriclasse dedicato al Teatro della Scuola, di cui è anche direttore artistico. 
Dal 2003 è docente presso l'Accademia di Belle Arti di Macerata. Dal 2006 dirige percorsi e laboratori di propedeutica teatrale all’interno della casa di reclusione di Fossombrone. 
Poche le sue partecipazioni alla prosa radiofonica e televisiva della RAI.

## Teatrografia

### Teatro
Nel corso degli anni Bartolucci è stato interprete e/o regista di numerose opere e installazioni teatrali: 
- Trilogia della notte - regia di Transteatro (1982/5)
- Specchi di Cenere - regia di Massimo Puliani e Marco Florio (1986)
- La Notte Rossa -  regia di Fabrizio Bartolucci  (1987)
- Notti bianche -  installazione teatrale regia di Fabrizio Bartolucci  (1988)
- Marienbad - regia di Massimo Puliani e Giorgio Albertazzi (1989)
- La terra vista dalla luna - regia di Fabrizio Bartolucci  (1989)
- Il padre selvaggio - collaborazione drammaturgica di Gualtiero de Santi (1990)
- Nella soave vastità del mare - regia di Fabrizio Bartolucci  (1991)
- Pre-paradise sorry now - regia di Fabrizio Bartolucci  (1992)
- La rivolta degli oggetti - progetto e regia di Fabrizio Bartolucci e Marisa Fabbri (1993)
- Tabata - regia di Fabrizio Bartolucci  (1994)
- L’orlando visto dalla Luna - regia di Fabrizio Bartolucci (1996)
- Le serve - regia di Massimo Puliani e musiche di Karl Potter (1996)
- Antigona - regia di Fabrizio Bartolucci e musiche di Kocani Orkestar (1997)
- Zitti Tutti - regia e scrittura di Raffaello Baldini (1998)
- La Cantatrice Calva - regia di Carlo Quartucci e scenografia di Jannis Kounellis (1998)
- Lo Smurz - I costruttori di Imperi - collaborazione artistica di Davide Riondino (1998)
- Mulini a Vento - regia di Fabrizio Bartolucci  (1999)
- In fondo a destra - drammaturgia di Raffaello Baldini(2000)
- Finale di Partita - regia di Fabrizio Bartolucci (2001)
- Il meraviglioso segreto del Biondo - drammaturgia di Evelina Santangelo (2002)
- L’isola - regia di Paola Grassi (2003)
- Carnevale di Fano - regia di Dario Fo e Franca Rame (2003)
- Molo Ovest - regia di Fabrizio Bartolucci e Cherif (2003)
- Dracula, Racconto del Buio - regia di Fabrizio Bartolucci (2004)
- L’IDIOTA - regia di Fabrizio Bartolucci (2009)
- Tristano e Isotta - opera di Francesco Gazzè, Stefano Fucili, Enzo Vecchiarelli e Lucio Dalla (2010)
- Le audaci Imprese Io Canto - regia di Fabrizio Bartolucci (2011)
- Salome - regia di Fabrizio Bartolucci (2012)
- Aspetta Primavera Baldini - regia di Fabrizio Bartolucci (2012)
- Piazza Grande - regia di Stefano Fucili (2012)
- La realtà è più avanti - regia di Daniele Tarozzi (2016)
- Fellinicon - regia di Fabrizio Bartolucci (2020)
- Still Waiting, Aspettando Godot - regia di Fabrizio Bartolucci e Sandro Fabiani (2021)

### Teatro per ragazzi
- La notte che piovvero le Lasagne - (2002)
- FRANKENSTEIN, studio per due attori, una videocamera e una mosca - (2005)
- PA-PA- PAPAGENO, Ovvero il Flauto Magico - (2006)
- Figaro, Figaro - (2007)
- CHEURBINO o la folle giornata - (2008)
- NUBICUCULIA -  (2009)
- NESSUN DORMA! La favola della principessa Turandot - (2010)
- OH! ORFEO - (2011)
- La Gazza Ladra - (2015)
- Bella da Morir, Aida e il Bambino che sognava l’Opera - (2017)
- Largo Al Factotum - (2018)

### Prosa radiofonica
- L’ipocondriaco, Radiodramma, Rai Radio Tre
- Audiobox, Suite Teatrale Marienbad, Rai Radio Tre

### Videoteatro e televisione
- Un Mare di Storie - video opera finalista Concorso Rai Vivere il Mare, realizzato con gli studenti dell'IPSART Panzini di Senigallia
- Imboscati - video opera
- Una storia di Natale - regia di Giuseppe Camilletti, Rai 3
- Cielo Aperto, wester theater - regia di Donatella Marchi
- Glass Sky - regia di Roberto Amoroso
- Occupato - regia di Maurizio Falilla
- La cacciatrice di Rane - regia di Nicola Sorcinelli
- Lorelai  e Lavorare Stanca - in collaborazione con Mauro Santini
- Accanto a te - video musicale di Davide Esposito per Universal Music France
- Play - video installazione
- Orizzonti di Gloria - video opera
- Epidemia - video opera
- Harley Davidson - video opera
- Linking lives - regia di Henry Secchiaroli, Hego Film e Guerrieri ADV
- Discovering Vitruvius - regia di Henry Secchiaroli e Andrea Giomaro, Amazon Prime Video, Sydonia Entertainment[7]

## Premi e riconoscimenti
- 1999 - Premio ad Honorem 'Drammaturgia in/finita[4]
- 2007 - Premio Ribalta[5]
- 2011 - Premio mille e una fiaba
- 2017 - Lucca Teatro Festival 2017 - Premio "Che cosa sono le nuvole?”[8]

## Pubblicazioni
Suoi interventi sono presenti nelle seguenti pubblicazioni:
- PlayBeckett a cura di Massimo Puliani e Alessandro Forlani  Halley Editrice, 2006[9]
- Carnevale a Fano di Dario FO, a cura di Franca Rame, Gessica Di Giacomo, - Grafo5 edizioni, Fano 2004[10]
- Il Patalogo xx- annuario dello spettacolo (le Antigoni)- Ubulibri, Milano 1997[11]
- Teatro come Poiesis - Linguaggi della scena anni 80 (con interventi di Giuseppe Bartolucci, Maurizio Grande e Carlo Infante)- Edizioni Lavoro editoriale, 1986[12]